# Campeonato Pan-Americano de Handebol Masculino de 1996
O Campeonato Pan-Americano de Handebol Masculino de 1996 foi a sétima edição do principal torneio de handebol entre as seleções das Américas do Norte, Central, Sul e do Caribe. Ocorreu entre 08 e 13 de outubro em Colorado Springs, nos Estados Unidos. Além do título continental, a competição serviu como qualificatória para o Campeonato Mundial de 1997, no Japão.
Cuba conquistou o seu sétimo título ao bater o Argentina na final pelo placar de 28 a 24.

## Primeira fase
|  | Equipes classificadas às semifinais                   |
|  | Equipes classificadas ao play-off para a 5ª colocação |

### Grupo A
| Pos | Time           | Pts | J | V | V+ | D+ | D | GM | GS  | SG  |
| --- | -------------- | --- | - | - | -- | -- | - | -- | --- | --- |
| 1   | Estados Unidos | 6   | 3 | 3 | 0  | 0  | 0 | 74 | 51  | +23 |
| 2   | Brasil         | 4   | 3 | 2 | 0  | 0  | 1 | 92 | 51  | +41 |
| 3   | México         | 2   | 3 | 1 | 0  | 0  | 2 | 70 | 72  | -2  |
| 4   | Costa Rica     | 0   | 3 | 0 | 0  | 0  | 3 | 46 | 108 | −62 |

| 08 de outubro | Brasil | 44–16 | Costa Rica | Colorado Springs |
| 16:30         |        |       |            |                  |

| 08 de outubro | Estados Unidos | 25–20 | México | Colorado Springs |
| 18:15         |                |       |        |                  |

| 09 de outubro | Brasil | 34–14 | México | Colorado Springs |
| 16:30         |        |       |        |                  |

| 09 de outubro | Estados Unidos | 28–17 | Costa Rica | Colorado Springs |
| 18:15         |                |       |            |                  |

| 10 de outubro | México | 36–13 | Costa Rica | Colorado Springs |
| 16:30         |        |       |            |                  |

| 10 de outubro | Estados Unidos | 21–14 | Brasil | Colorado Springs |
| 18:15         |                |       |        |                  |

### Grupo B
| Pos | Time       | Pts | J | V | V+ | D+ | D | GM | GS  | SG  |
| --- | ---------- | --- | - | - | -- | -- | - | -- | --- | --- |
| 1   | Cuba       | 6   | 3 | 3 | 0  | 0  | 0 | 95 | 49  | +46 |
| 2   | Argentina  | 4   | 3 | 2 | 0  | 0  | 1 | 75 | 57  | +18 |
| 3   | Canadá     | 2   | 3 | 1 | 0  | 0  | 2 | 69 | 66  | +3  |
| 4   | Porto Rico | 0   | 3 | 0 | 0  | 0  | 3 | 43 | 110 | -67 |

| 08 de outubro | Cuba | 44–16 | Porto Rico | Colorado Springs |
| 13:00         |      |       |            |                  |

| 08 de outubro | Argentina | 25–20 | Canadá | Colorado Springs |
| 14:45         |           |       |        |                  |

| 09 de outubro | Argentina | 34–14 | Porto Rico | Colorado Springs |
| 13:00         |           |       |            |                  |

| 09 de outubro | Cuba | 28–17 | Canadá | Colorado Springs |
| 14:45         |      |       |        |                  |

| 10 de outubro | Canadá | 32–13 | Porto Rico | Colorado Springs |
| 13:00         |        |       |            |                  |

| 10 de outubro | Cuba | 23–16 | Argentina | Colorado Springs |
| 14:45         |      |       |           |                  |

## Jogos para o quinto lugar
|  | Semifinais    | Semifinais    |    |               | Jogo para o 5º lugar | Jogo para o 5º lugar |  |
|  |               |               |    |               |                      |                      |  |
|  | 12 de outubro |               |    |               |                      |                      |  |
|  | Porto Rico    | 26            |    |               |                      |                      |  |
|  | México        | 28            |    |               |                      |                      |  |
|  |               |               |    |               |                      |                      |  |
|  |               |               |    |               | 13 de outubro        |                      |  |
|  |               |               |    |               | Canadá               | 26                   |  |
|  |               | México        | 19 |               |                      |                      |  |
|  |               |               |    |               |                      |                      |  |
|  |               |               |    |               |                      |                      |  |
|  |               |               |    |               | Jogo para o 7º lugar |                      |  |
|  | 12 de outubro | 12 de outubro |    | 13 de outubro | 13 de outubro        |                      |  |
|  | Costa Rica    | 13            |    | Porto Rico    | 21                   |                      |  |
|  | Canadá        | 30            |    |               | Costa Rica           | 20                   |  |

## Fase final
|  | Semifinais     | Semifinais  |    |                | Final               | Final |  |
|  |                |             |    |                |                     |       |  |
|  | 28 de junho    |             |    |                |                     |       |  |
|  | Argentina      | 20          |    |                |                     |       |  |
|  | Estados Unidos | 15          |    |                |                     |       |  |
|  |                |             |    |                |                     |       |  |
|  |                |             |    |                | 29 de junho         |       |  |
|  |                |             |    |                | Cuba                | 28    |  |
|  |                | Argentina   | 24 |                |                     |       |  |
|  |                |             |    |                |                     |       |  |
|  |                |             |    |                |                     |       |  |
|  |                |             |    |                | Disputa do 3º lugar |       |  |
|  | 28 de junho    | 28 de junho |    | 29 de junho    | 29 de junho         |       |  |
|  | Brasil         | 18          |    | Estados Unidos | 23                  |       |  |
|  | Cuba           | 21          |    |                | Brasil              | 22    |  |

## Classificação Final
|  | equipes qualificadas para o Campeonato Mundial de Handebol Masculino de 1997 |

*Em 17 de março de 1997, a IHF informou que os Estados Unidos anunciaram sua decisão de se retirar. De acordo com os regulamentos da IHF, o Brasil substituiu os Estados Unidos.
|   | Cuba            |
|   | Argentina       |
|   | Estados Unidos* |
| 4 | Brasil          |
| 5 | Canadá          |
| 6 | México          |
| 7 | Porto Rico      |
| 8 | Costa Rica      |

| Campeonato Pan-Americano de Handebol Masculino de 1996 |
| Campeão                                                |
| ------------------------------------------------------ |
| Cuba 7º Título                                         |